# Premi de l'Acadèmia Japonesa a la millor pel·lícula d'animació
El Premi de l'Acadèmia Japonesa a la millor pel·lícula d'animació (アニメーション作品賞) és un dels Premis de l'Acadèmia Japonesa.

## Història
En les primeres edicions dels Premis de l'Acadèmia Japonesa no es tenien en compte les pel·lícules d'animació, entre les quals hi ha els èxits de taquilla japonesos Doraemon (1980,1981,1983,1984) i les produccions de Studio Ghibli Kiki, l'aprenent de bruixa (1989), Omoide Poro Poro (1991), Porco Rosso (1992), Pompoko (1994) i Murmuris del cor (1995). No obstant això, durant aquests anys no hi va haver cap film d'animació que fos nominat als Premis. És un cas diferent d'altres premis de cinema japonesos, com el de Mainichi o el Kinema Junpo: tots dos van atorgar el de millor pel·lícula a El meu veí Totoro el 1988.
El 1990, l'Acadèmia Japonesa de Cinema va atorgar un premi especial a Kiki, l'aprenent de bruixa, i hi va tornar el 1995 amb Pompoko. Tot i això, aquests films no van rebre cap nominació.
La política de l'Acadèmia Japonesa respecte a les pel·lícules d'animació va canviar el 1998 amb La princesa Mononoke, que fou la més taquillera de la història al Japó i fou guardonada amb els principals premis cinematogràfics. En conseqüència, el film de Studio Ghibli es convertí en el primer d'animació que va ser nominat i va guanyar el Premi de l'Acadèmia Japonesa a la millor pel·lícula. El 2002 la situació es repetí amb un altre film de Hayao Miyazaki, El viatge de Chihiro.
Finalment, el 2007 els Premis van crear la categoria de millor pel·lícula d'animació. El 2002 ja ho havien fet els Oscars. Només una pel·lícula aconsegueix el premi, però tots cinc nominats són reconeguts amb el títol d'Animació Excel·lent (優秀アニメーション作品).

## Llista de guanyadors i nominats
L'Studio Ghibli és l'estudi que ha rebut més premis (quatre). Detectiu Conan és la sèrie amb més nominacions (onze), tot i que també destaquen Doraemon, One Piece i Neon Genesis Evangelion.
| Any  | Guanyador                                | Nominats | Ref           |
| ---- | ---------------------------------------- | --- | ------------- |
| 2007 | La noia que saltava a través del temps   | - Arashi no Yoru Ni - Tales from Earthsea - Brave Story - El detectiu Conan: El rèquiem dels detectius                                                                                             | [ 10 ]        |
| 2008 | Tekkon Kinkreet                          | - Evangelion: 1.0 You Are (Not) Alone - Un estiu amb en Coo - Piano no Mori - El detectiu Conan: La bandera pirata al fons de l'oceà                                                               | [ 11 ]        |
| 2009 | La Ponyo al penya-segat                  | - Doraemon: Nobita and the Green Giant Legend - The Sky Crawlers - El detectiu Conan: La partitura de la por - One Piece - The Movie: Episode of Chopper Plus: Bloom in the Winter, Miracle Sakura | [ 12 ]        |
| 2010 | Summer Wars                              | - El detectiu Conan: El perseguidor negre - Doraemon The Hero: Pioners de l'espai - Evangelion: 2.0 You Can (Not) Advance - Oblivion Island: Haruka and the Magic Mirror                           | [ 13 ]        |
| 2011 | Arrietty i el món dels remenuts          | - El detectiu Conan: La nau perduda al cel - Colorful - Doraemon: La llegenda de les sirenes - One Piece Film: Strong World                                                                        | [ 14 ]        |
| 2012 | El turó de les roselles                  | - K-On! Movie - Buddha - Tōfu-kozō - El detectiu Conan: Quinze minuts de silenci | [ 15 ]        |
| 2013 | Wolf Children                            | - Evangelion: 3.0 You Can (Not) Redo - Friends: Mononoke Shima no Naki - Momo e no Tegami - One Piece Film: Z                                                                                      | [ 16 ]        |
| 2014 | El vent s'aixeca                         | - Kaguya-hime no Monogatari - Puella Magi Madoka Magica the Movie: Rebellion - Space Pirate Captain Harlock - Lupin the 3rd vs. Detective Conan: The Movie                                         | [ 17 ]        |
| 2015 | Stand by Me Doraemon                     | - El record de la Marnie - Giovanni's Island - El detectiu Conan: El franctirador dimensional - Buddha 2: Tezuka Osamu no Buddha - Owarinaki Tabi                                                  | [ 18 ]        |
| 2016 | El nen i la bèstia                       | - The Anthem of the Heart - Miss Hokusai - Dragon Ball Z: La resurrecció de F - Love Live! The School Idol Movie                                                                                   | [ 19 ]        |
| 2017 | In This Corner of the World              | - Your name - A Silent Voice - Rudolf the Black Cat - One Piece Film: Gold | [ 20 ] [ 21 ] |
| 2018 | Night Is Short, Walk On Girl             | - Fireworks - Ancien i el món màgic - Mary i la flor de la bruixa - El detectiu Conan: La carta d'amor escarlata                                                                                   | [ 22 ]        |
| 2019 | La Mirai, la meva germana petita         | - Dragon Ball Super: Broly - Penguin Highway - Detectiu Conan: El cas Zero - Okko's Inn |               |
| 2020 | El temps amb tu                          | - Her Blue Sky - Detectiu Conan: El puny de safir blau - Lupin III: The First - One Piece: Estampida                                                                                               | [ 23 ]        |
| 2021 | Els guardians de la nit: El tren infinit | - Violet Evergarden: The Movie - Entotsu-chō no Poupelle - Josee, el tigre i els peixos - Stand by Me Doraemon 2                                                                                   | [ 24 ]        |
| 2022 | Evangelion: 3.0+1.0 Thrice Upon a Time   | - Ai no Utagoe o Kikasete - Gyokō no Nikuko-chan - Jujutsu Kaisen 0 - Belle | [ 25 ]        |